# نعيمة الغواتي
نعيمة الغواتي (مواليد 19 يوليو 1976 في اليوسفية) هي لاعبة جمباز مغربية. شاركت في خمسة أحداث في الألعاب الأولمبية الصيفية لعام 1996، وكانت آنذاك أول لاعبة عربية وإفريقية تتأهل إلى الألعاب الأولمبية في صنف الجمباز.

## حياتها
انطلقت مسيرة نعيمة في سن الأربع سنوات في مدينة اليوسفية العمالية، والتي اشتهرت بأنديتها الرياضية العمالية الممولة من طرف المكتب الشريف للفوسفاط. كان نادي أولمبيك اليوسفية للجمباز من أنشط الأندية المغربية في رياضة الجمباز خلال سبعينات وثمانينات القرن العشرين. هناك التحقت نعيمة بأختها الكبرى سعيدة وفرضت موهبتها بسرعة لتشارك مع المنتخب الوطني المغربي وهي في عمر 9 سنوات في دورة الألعاب العربية بالدار البيضاء حيث حصلت على الميدالية الذهبية في منافسات الفرق. استمرت بعد ذلك في التألق على مستوى المنافسات العربية والإفريقية والمتوسطية والدولية. بلغت أوج عطائها بتأهلها للألعاب الأولمبية 1996 في أطلانطا والتي خلدتها كأول امرأة عربية وإفريقية تشارك في الأولمبياد في صنف الجمباز.
في 1999 وخلال استعدادها للمشاركة في دورة الألعاب العربية بالأردن، تعرضت نعيمة لإصابة بليغة على مستوى الركبة وهي الإصابة التي عجلت بنهاية مسيرتها الرياضية.
في 2017، تعرضت لحادثة سير مروعة، بين مراكش واليوسفية، عندما كانت برفقة عائلتها. توفي إثر الحادثة والدا نعيمة وأختها سعيدة ونجت منها نعيمة وأختها فاطمة اللتان أصيبتا بكسور بليغة بسبب الحادثة. 
بعد مرورها بفترة نفسية صعبة بسبب تداعيات الحادثة، عادت نعيمة إلى نشاطها الرياضي بالاشتغال كمدربة جمباز في مدينة الدار البيضاء.

## روابط خارجية
- نعيمة الغواتي على موقع اللجنة الأولمبية الدولية (الإنجليزية)
- نعيمة الغواتي على موقع أوليمبيديا (الإنجليزية)